# Mysis relicta
Mysis relicta là một loài giáp xác giống tôm trong bộ Mysida, có nguồn gốc từ các hồ phía Bắc Âu và biển Baltic.

## Phân bố
Sự phân bố của Mysis relicta được giới hạn khu vực sông băng trước đây ở Bắc Âu, bao gồm Tây Bắc Nga, Phần Lan, Thụy Điển, phía đông nam của Na Uy, và các bộ phận của Đức, Ba Lan và Litva.